# 特里城
特里城（法語：Trie-la-Ville，法語發音：[tʁi la vil]）是法国瓦兹省的一个市镇，属于博韦区。

## 地理
特里城（49°17'23"N, 1°49'57"E）面积4.55 平方千米，位于法国上法蘭西大區瓦兹省，该省份为法国北部内陆省份，北起索姆省，西接厄尔省和滨海塞纳省，南至塞纳-马恩省和瓦兹河谷省，东临埃纳省。
与特里城接壤的市镇（或旧市镇、城区）包括：韦克桑地区肖蒙、埃南库尔莱阿日、雅梅里库尔、特里堡。

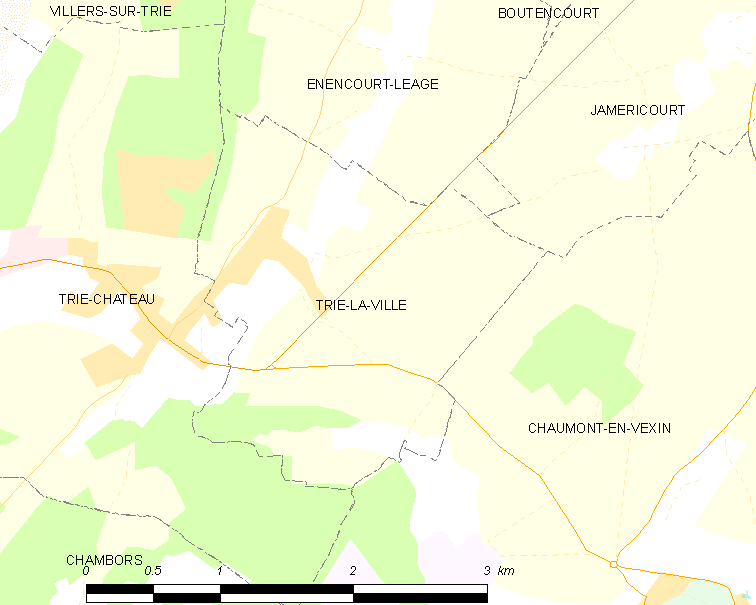
特里城的OSM定位图

特里城的时区为UTC+01:00、UTC+02:00（夏令时）。

## 行政
特里城的邮政编码为60590，INSEE市镇编码为60645。

## 政治
特里城所属的省级选区为韦克桑地区肖蒙县。

## 人口

1962-2008年间特里城人口变化图示

特里城于2022年1月1日时的人口数量为306人。